# Biblioteca nacional de Rumania
La Biblioteca nacional de Rumania (en rumano: Biblioteca Naţională a României) es el  organismo encargado del depósito del patrimonio bibliográfico y documental de Rumania y la biblioteca más grande del país.
Las raíces de la biblioteca se pueden encontrar en la biblioteca del colegio de San Sava. Esta biblioteca abrió sus puertas en 1859, cuando 1000 volúmenes franceses fueron archivados. Después de la unión de 1859, la biblioteca alcanzó el estatus de nacional (Biblioteca Naţională şi Biblioteca Centrala  - Biblioteca Nacional y Central) En 1864 la biblioteca fue nombrada Biblioteca Central del Estado (Biblioteca Centrala un Statului).
En 1901 todas las colecciones se llevaron a la Biblioteca de la Academia Rumana.
En 1986, se planificó su traslado a una nueva ubicación más grande, que se comenzó a construir entre Piata Unirii y Traian Nerva. Poco después de 1989, aunque algunas partes del edificio estaban terminadas o en un estado avanzado, debido a la falta de financiación la construcción se paralizó. En 2009 el proyecto fue reasignado al Ministerio de Cultura, que finalizó la construcción en 2011 y fijó la fecha de apertura oficial para 2012.